# Karadż
Karadż (perski: ‏کرج‎) – miasto w północnym Iranie, stolica ostanu Alborz. Miasto satelickie Teheranu, oddalone od niego o 36 km na zachód. Leży na zachodnim brzegu rzeki Karadż, na południowym zboczu gór Elburs.
Rozwój miasta rozpoczął się za czasów panowania dynastii Safawidów i Kadżarów. Do połowy XX w. znane było głównie jako miejscowość wypoczynkowa leżąca na trasie między Kazwinem a Teheranem. W drugiej połowie XX wieku Karadż stał się jednym z najszybciej rozwijających się ośrodków gospodarczych Iranu. W mieście rozwinęło się rzemiosło oraz przemysł chemiczny, włókienniczy, metalowy oraz spożywczy.
Według danych bazujących na wynikach spisu powszechnego z 2016 roku Karadż jest piątym pod względem liczby ludności miastem Iranu. Jest największym po Teheranie celem imigracji – miasto zamieszkują Persowie, Kurdowie, Turcy, Mazandaranie, Lurowie, Gilianie i inni. Karadż cechuje również najwyższy wzrost populacji wśród metropolii Iranu.

## Historia

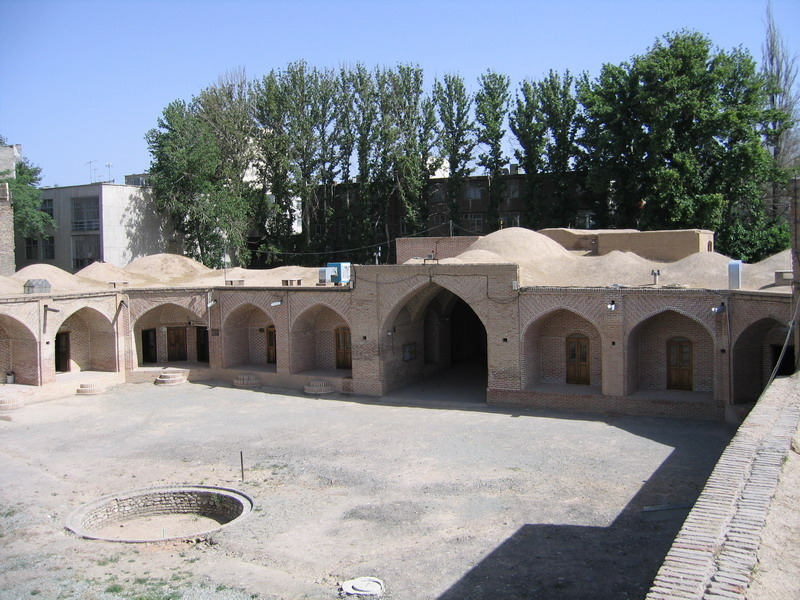
Karawanseraj w Karadżu

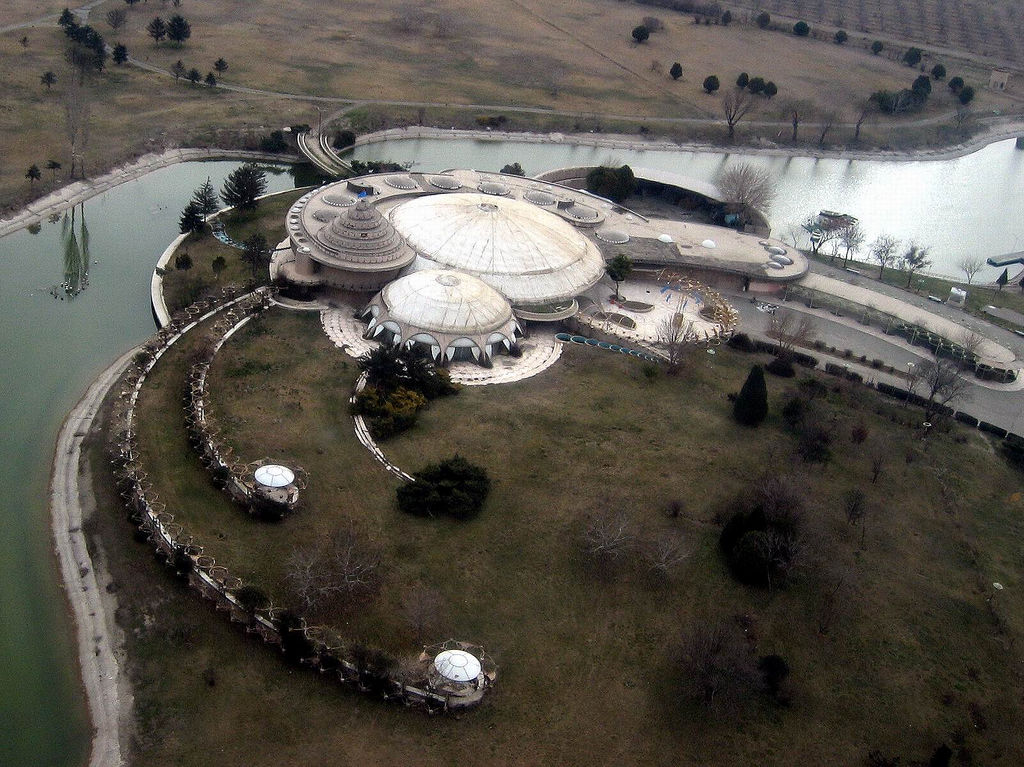
Pałac Morvarid

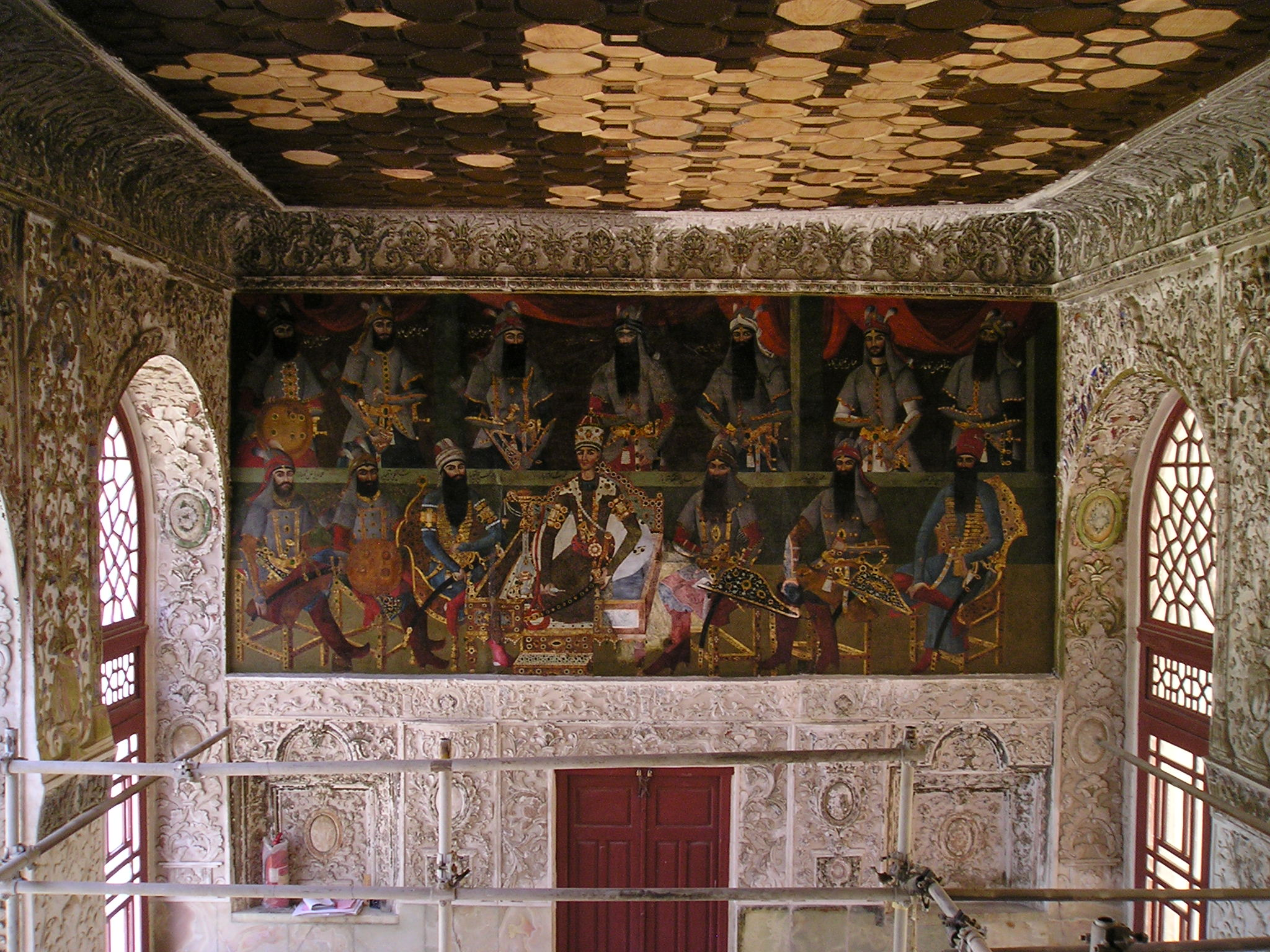
Pałac Solaymaniya

Obszar, na którym znajduje się miasto, był zamieszkały od epoki brązu (cmentarzysko Churwin) i epoki żelaza (Kalak). W X wieku arabski geograf Al-Mukaddasi wymienił Karadż jako jedną z wiosek w domenie miasta Rej. Tak samo wskazywał na początku XIII wieku Jakut Ibn Abdallah al-Hamawi. W XIV-wiecznym dziele Nuzhat al-qulub perskiego geografa Hamdallaha Mustafiego Karadż wymieniony jest jako miejscowość zależna od Taleghanu.
Miasto położone było na szlaku karawan prowadzącym z Kazwinu do Reju oraz z Teheranu do Tebrizu. W okresie panowania Safawidów, po przeniesieniu siedziby rządu Persji do Teheranu, znaczenie Karadżu wzrosło. W XVII wieku w mieście zbudowano duży karawanseraj oraz kamienny most, który do końca XX wieku służył jako główna przeprawa przez rzekę Karadż.
W okresie panowania Kadżarów miejscowość była przystankiem na głównej drodze między Kazwinem a Teheranem. W 1810 roku Sulejman Mirza zbudował w Karadżu pałac letni, z czterema wieżami, otoczony ogrodami i murami. Pałac został opisany w 1860 roku przez Edwarda Eastwicka jako opuszczony i używany jedynie jako schronienie dla podróżnych. Reaktywowany przez szacha Naser ad-Din Kadżara został przekazany przez szacha Rezę Pahlawiego Wydziałowi Rolnictwa Uniwersytetu Teherańskiego. Przez miasto prowadziła pierwsza w Iranie brukowana droga z Teheranu do Gilanu i Azerbejdżanu. W latach 1894–1895, wraz z budową drogi asfaltowej łączącej Teheran przez Karadż z miejscowością Czalus nad Morzem Kaspijskim, miasto stało się ważnym węzłem komunikacyjnym.
W okresie Pahlawich Karadż stał się jednym z głównych punktów nowej polityki rozwoju Iranu. W południowej części miasta zaprojektowano duży hutniczy obszar przemysłowy (216 ha), który miał wykorzystywać dostępne zasoby wody i złoża węgla w górach Elbrus. Ponieważ jednak sprzęt budowlany sprowadzany z Niemiec został zatrzymany przez Brytyjczyków na Kanale Sueskim w 1940 roku, huta nigdy nie powstała. Pierwszy nowoczesny kompleks przemysłowo-mieszkaniowy w Karadżu, Szachrak-e Jahanszar, został zbudowany w latach 60. XX wieku. W skład kompleksu wchodziły fabryki włókiennicze, zakłady przetwórstwa oleju i herbaty oraz mieszkania dla robotników.

## Atrakcje turystyczne
- kamienny most z okresu Safawidów
- stary cmentarz z okresu Safawidów
- Karawanseraj Szacha Abbasa – zbudowany w XVII wieku
- Pałac Solaymaniya – zbudowany w 1810 roku
- Pałac Morvarid – zbudowany w 1968 roku jako rezydencja siostry szacha Szams Pahlawi
- 1300-letnie drzewo cedrowe
- karawanseraj Kandovan z okresu Kadżarów[6]
- Sad Mehrshahr – park z okresu Pahlawich, o powierzchni 300 hektarów, położony w okolicach Pałacu Morvarid, w którym znajduje się 70 000 drzew owocowych[1]
- Park Chamran – półnaturalny park nad brzegami rzeki Karadż, z ogrodem kwiatowym o powierzchni 3 hektarów, z ponad 300 gatunkami roślin[1]